# You're a Good Man, Charlie Brown
You're a Good Man, Charlie Brown is een Amerikaanse musical gebaseerd op de stripserie Peanuts van Charles M. Schulz. De muziek en teksten zijn geschreven door Clark Gesner.

## Geschiedenis
Oorspronkelijk schreef Gesner tien muzikale nummers gebaseerd op de strip, en bracht die uit als een muziekalbum onder MGM's Leo label. Orson Bean, Barbara Minkus, Clark Gesner en Bill Hinnant werkten onder andere mee aan dit album.
De muziek van het album werd in 1967 bewerkt tot een musical, welke off-Broadway in première ging op 7 maart van dat jaar.> De rolbezetting bestond uit Gary Burghoff als Charlie Brown, Bob Balaban als Linus en Bill Hinnant als Snoopy. Joseph Hardy regisseerde de musical met choreograaf Patricia Birch als zijn assistent. Het boek van de show werd toegewezen aan een zekere John Gordon, maar volgens Gesner's voorwoord in het scenario was John Gordon slechts een 'collectief pseudoniem' gebruikt door Gesner, de acteurs en het productieteam. De off-Broadwayversie was een grote hit en werd 1.597 keer opgevoerd.
In 1971 werd de musical met nieuwe acteurs opgevoerd in het John Golden Theatre, maar deze versie stopte reeds na 32 voorstellingen.
De voorstelling werd in 1985 bewerkt voor de televisie als een animatiespecial, die ook de naam You're a Good Man, Charlie Brown droeg.
In 1999 werd de musical opnieuw nieuw leven ingeblazen, ditmaal op Broadway Voor deze heropleving werden enkele dialogen en nummers aangepast door Michael Mayer en Andrew Lippa. In deze versie werd het personage Patty (niet te verwarren met Peppermint Patty) vervangen door Sally Brown.
Deze versie ontving vier Tony Award-nominaties, waarvan hij er twee won: die voor beste acteur (Roger Bart als Snoopy) en die voor beste actrice (Kristin Chenoweth als Sally). Deze versie werd 149 keer opgevoerd.

## Verhaal
Aan het begin van de musical geven de Peanuts-personages hun mening over Charlie Brown, en voor de verandering zijn ze allemaal eens positief over hem. Charlie vraagt zich verbaasd af of ze het echt menen dat hij een goed iemand is, en besluit uit te vinden hoe hij werkelijk een goed persoon kan worden. Ondertussen probeert Lucy Schroeder wat vragen te stellen over het huwelijk, maar hij negeert haar daar hij wel weet dat ze een oogje op hem heeft.
Vervolgens ziet men Snoopy, die weer een van zijn dagdromen heeft, en Linus, die tevergeefs van zijn gewoonte om altijd een deken bij zich te dragen af probeert te komen. Wanneer Charlie weer op het toneel verschijnt probeert hij op de gebruikelijke manier zijn vlieger op te laten, maar die komt wederom terecht in de vliegeretende boom. Teleurgesteld vraagt Charlie Lucy om advies. Ze overtuigd Charlie ervan dat hij op zijn eigen manier uniek is.
Later in de musical ziet men Snoopy in zijn fantasiewereld, waarin hij als vliegende aas op de rode baron jaagt. Tevens spelen Charlie en co een honkbalwedstrijd. Charlie probeert gedurende het hele verhaal wanhopig uit te vinden wat het inhoudt om een goed iemand te zijn, maar 's avonds heeft hij het antwoord nog niet gevonden. Wanneer hij de gebeurtenissen van die dag op een rij zet, beseft hij dat 'een goed iemand zijn' inhoudt dat je het beste moet maken van je situatie.

## Nummers
Nummers die alleen voorkomen in de versie uit 1999 zijn aangeduid met revival.

### Akte I
- Opening/You're a Good Man, Charlie Brown – Company
- Schroeder – Lucy (gezongen op de melodie van Beethovens "Moonlight Sonata")
- Snoopy – Snoopy
- My Blanket and Me – Linus en Company
- The Kite – Charlie Brown
- The Doctor is In – Lucy en Charlie Brown
- Beethoven Da] – Schroeder en co (revival)
- The Book Report – Company

### Akte II
- Red Baron – Snoopy
- My New Philosophy – Sally en Schroeder (revival)
- T-E-A-M (The Baseball Game) – Charlie Brown en Company
- Glee Club Rehearsal – Company
- Little Known Facts – Lucy met Linus en Charlie Brown
- Suppertime – Snoopy
- Happiness – Company
- Bows – Company

## Voetnoten
1. ↑  IMDB info on off-Broadway opening
2. ↑  IBDB listing for 1971 production
3. ↑  IMDB 1985 animated adaptation
4. ↑  IBDB listing for 1999 production